# Archives départementales de Vaucluse
Les archives départementales de Vaucluse sont un service du conseil départemental de Vaucluse, chargé de collecter les archives, de les classer, les conserver et les mettre à la disposition du public.

## Histoire
Les archives départementales ont été créées en 1796.

## Mission
Comme toutes les archives départementales, celles de Vaucluse ont pour missions de collecter et d'inventorier les documents produits par les instances départementales, ici celle du département de Vaucluse, ainsi que leur conservation, dans le but final de la mise à disposition du public. Cette communication au public est soumise à des délais légaux, afin de respecter la vie privée des personnes contemporaines. La consultation par le public peut être fait par deux biais : la lecture en salle d'archives, et la consultation sur internet (partiel des fonds).

### Les documents conservés
L'état des fonds des archives départementales de Vaucluse est assez large : 
- Concernant les communes du département, sont conservés les registres d'état civils, depuis la Révolution française, ainsi que les registres paroissiaux, établis par le clergé, sauf pour les archives de la commune d'Avignon, disposant de sa propre structure, dans les locaux de l'ancien Mont-de-Piété[5] ;
- Toujours pour les communes, les archives conservent les recensements de populations, les plus anciennes consultables en ligne datant de l'An XII[6] ;
- Les plans du cadastre napoléonien sont également consultables en ligne[7].
- Les archives communales et intercommunales
- L'histoire militaire n'est pas oubliée, les archives départementales conservant les registres matricules militaires, à partir des classes 1865. Ils sont consultable en ligne, jusqu'au registres de 1939)[8] ;
- Les archives des institutions supprimées sous l'Ancien Régime et à la Révolution, hors archives papales, celle-ci ayant été transférées au Vatican, à la fin de la période pontificale d'Avignon, avec le retour de Grégoire XI à Rome le 13 septembre 1376[9]. Par contre, les documents de Légation, postérieur au départ des papes d'Avignon, sont conservés aux archives de Vaucluse[10] ;
- Les archives des administrations, des tribunaux et autres organismes publics depuis 1789 :
- Les archives des officiers publics et ministériels : Notaires et Huissier de justice ;
- Les archives des hôpitaux et établissements d'assistance, dont le Mont-de-piété d'Avignon ;
- Des archives privées et papiers de familles confiés aux archives, dont les plus anciennes datent de l'an 1008.

Parmi les fonds privés illustres, on peut trouver les Secrétariat parlementaire d'Édouard Daladier : archives de 1921 à 1940, période ou il fut député de Vaucluse ; le Fonds Jean Garcin : archives de 1937 à 1991, issu d'une famille vauclusienne, ancien résistant et président du conseil général ; le fonds Jean Gatel : Période de 1981 à 1993.
Parmi d'autres fonds marquants, sont notamment consultables les Papiers Fransoy : papiers de Charles-Agricol Fransoy, juriste sous l'Empire et la Restauration ; des documents de la fabrique de berlingots Eysséric : partiel des papiers d'une fabrique de confiserie de Carpentras ; le Fonds Aubanel : relatif l'imprimerie familiale, notamment tenue par la famille de Théodore Aubanel ; des documents de la Société du canal de Pierrelatte : Canal datant de Louis XIV, les fonds conservés recouvre la période de 1880 à 1947 ; les débuts de la Caisse d'épargne d'Apt : fonds de sa création (1836) à 1919 ; lespapiers de prêtres émigrés en Italie sous la Révolution. L'intégralité des fonds conservés représentent 25 km linéaires de documentations.

### Utilisation des fonds conservés
En plus d'un accès des documents aux chercheurs, universitaires, ou privés, les fonds servent de bases à plusieurs autres formes de communications au public. Les Archives départementales de Vaucluse organisent des rencontres à thèmes, ayant pour point central l'utilité des archives pour le public, comme « Les sources militaires de la généalogie », ou « La Grande Guerre jour après jour à Sablet », qui permettent des échanges et discussions sur des documents autour d'un thème local. Les archives organisent également des expositions, tant itinérantes dans le département, pour un accès au plus grand nombre, que sur internet, pour un caractère interactif.

## Directeurs
- 1793-1829 : Jean-Étienne Néry ;
- 1829-1839 : Bérard Bérard ;
- 1839-1871 : Jean-Paul-Xavier Achard ;
- 1871-1876 : Antoine-Marie-Félix Achard ;
- 1876-1922 : Léopold Duhamel ;
- 1922-1928 : Léo Imbert
- 1928-1951 : Hyacinthe Chobaut
- 1951-1964 : Jacques de Font-Réaulx
- 1964-1997 : Michel Hayez
- Depuis 1997 : Christine Martella

## Emplacement

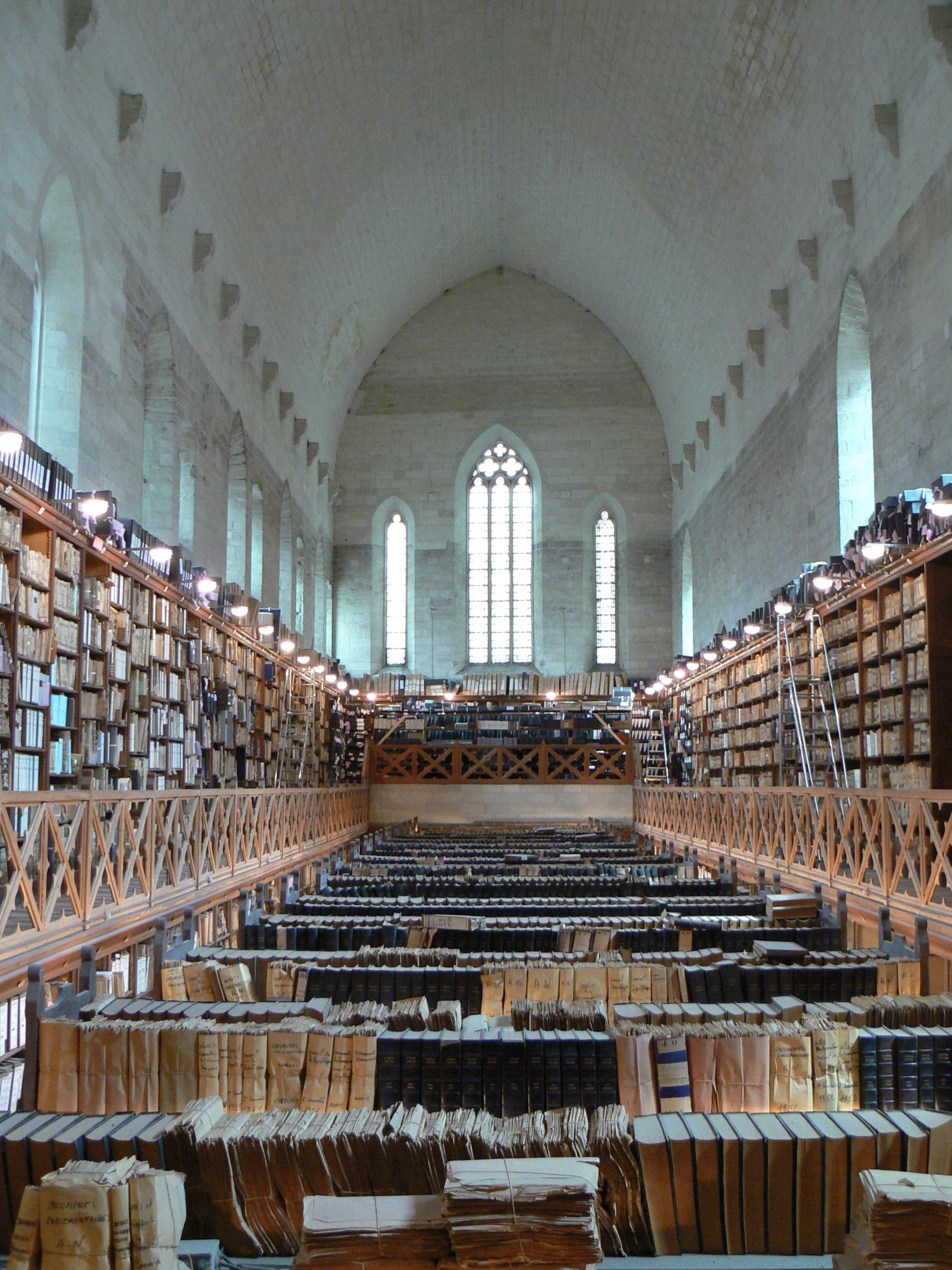
Magasin d'archives dans la chapelle de Benoît XII

Les archives départementales sont actuellement hébergées dans le Palais des papes d'Avignon, proche de la cathédrale Notre-Dame des Doms. Elles occupent l'aile des Familiers, la tour de la Campane et la chapelle de Benoît XII, dans le « palais vieux ».
Plusieurs espaces sont ouverts au public : une salle de lecture, une salle de microfilms, une salle des inventaires (guides et fichiers côtés de l'ensemble des fonds).
Malgré l'emplacement prestigieux des archives départementales de Vaucluse, celle-ci vont déménager. En effet, l'âge du bâtiment ne permet pas les travaux nécessaires à la bonne conservation des documents, ni la facilité de stockages, ou de leurs communications au public. La tour de la Campane, notamment, qui renferme 7 étages de documents, ne peut être équipée de climatisation et d’ascenseur. Le 25 mars 2016, le conseil départemental a voté la construction d'un nouveau bâtiment,.

## Pour approfondir